# Gufa
Der Gufa ist ein vulkanisches Feld an der Grenze zwischen Dschibuti und Eritrea nordöstlich des Mousa Alli.
In dem vulkanischen Feld befinden sich Schlackenkegel und Blocklava entlang einer Ost-West-Achse. Eine zweite Kette an Kegeln liegt im Norden der Hauptkette und größtenteils in Eritrea, von ihr fließt Lava in Richtung des Roten Meeres. Einer der Kegel wird auch Talléa genannt.